# Märkisches Elektrizitätswerk
Das Märkische Elektrizitätswerk (kurz: MEW) ist ein ehemaliges Energieversorgungsunternehmen, das in der ersten Hälfte des 20. Jahrhunderts bei der Erzeugung von Elektroenergie in Nordostdeutschland führend war und zu einem der vier großen Energieversorgungsbetriebe auf dem Gebiet der späteren DDR gehörte.
Die Bezeichnung Märkisch geht auf den Stammsitz des Werkes in Eberswalde in der historischen Mark Brandenburg, dem Vorgänger der Provinz Brandenburg, zurück. Später wurde der Sitz nach Berlin verlegt. Von der Mark Brandenburg aus versorgte das Märkische Elektrizitätswerk neben Brandenburg auch Randbereiche von Groß-Berlin, den Großteil von Mecklenburg und Pommern sowie den Landkreis Lüneburg in Niedersachsen.

## Geschichte

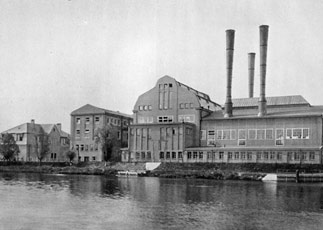
Das Kraftwerk Heegermühle, um 1920, Keimzelle des MEW

Namensaktie über 10.000 RM der Märkischen Elektricitätswerk AG vom Juli 1928

Das Unternehmen – anfangs auch Überlandcentrale Heegermühle genannt; vgl. Überlandzentrale – wurde im Jahr 1909 von der AEG und der  Elektrobank gegründet. Keimzelle war das Kraftwerk Heegermühle in Eberswalde. Von hier aus wuchs die Überlandcentrale zum ersten überregionalen Energieversorgungsunternehmen Brandenburgs heran, das zu dieser Zeit von mehr als 100 lokalen Elektrizitätswerken (Ortscentralen) versorgt wurde. Das MEW trug durch den Aufbau von Stromerzeugungs- und -übertragungskapazitäten maßgeblich zur Elektrifizierung der Region bei. Neben dem Kraftwerk Heegermühle errichtete das MEW weitere Kraftwerke wie das Kraftwerk Finkenheerd (1923) und später das Kraftwerk Vogelsang (1943/1945). Neben den Kraftwerken betrieb das MEW für deren Versorgung mit Kohle auch mehrere Tagebaue im Lausitzer Braunkohlerevier.
Im Jahr 1916 übernahm die Provinz Brandenburg die Aktienmehrheit (7/12) am MEW von der AEG; 1920 die restlichen Anteile, womit der Einfluss der ebenfalls mehrheitlich zu AEG gehörigen Berliner Elektricitäts-Werke (BEW) auf das brandenburgische Umland eingeschränkt wurde. Die Provinz übertrug wiederum etwa 50 Prozent der Anteile an die versorgten Kreise und Städte. Gleichzeitig mit dem Kauf wurde die 1898 gegründete AEG-Tochter Berliner Vororts-Elektrizitätswerke (BVEW) dem MEW angegliedert.

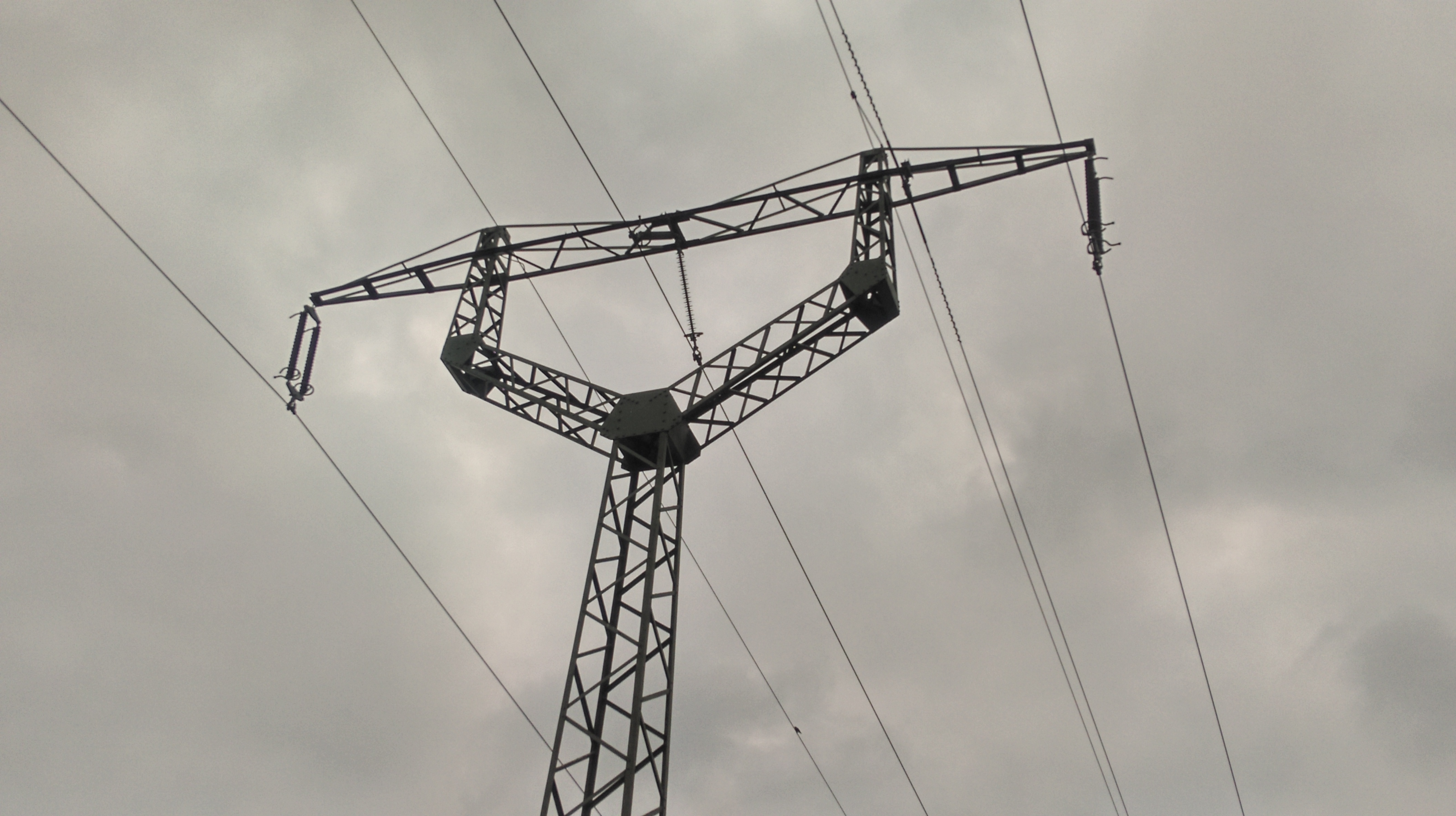
Das Märkische Elektrizitätswerk gehörte zu den wenigen Netzbetreibern in Deutschland, die Deltamasten verwendeten. Für zweisystemige Leitungen wurden Einebenenmasten ähnlich denen in der späteren DDR gebaut.

Im Jahr 1931 wurden die Landeselektrizitätswerke des Freistaates Mecklenburg-Schwerin, 1934 auch die Überlandzentrale Pommern an das MEW angegliedert. Im Gegenzug erhielt das Land Mecklenburg und der Provinzialverband Pommern Anteile am MEW und wurden die größten Anteilseigner neben dem Provinzialverband Mark Brandenburg. Auf dem Höhepunkt seines Einflusses versorgte das MEW etwa 6400 Städte und Gemeinden in Nordostdeutschland.
Das MEW endete 1946 nach dem Zweiten Weltkrieg unter der SMAD durch Umwandlung zum Volkseigentum und Eingliederung in die Planwirtschaft der DDR. Das MEW wurde 1948 umbenannt in Brandenburgisch-Mecklenburgische Elektrizitätswerke AG (BMEW). Später wurden die verschiedenen Anlagen (Kraftwerke, Schalt- und Umspannwerke, Leitungen) verschiedenen Volkseigenen Betrieben (VEB/VVB) beziehungsweise Energiekombinaten (Neubrandenburg, Rostock und Schwerin) im Energiebezirk Nord zugeordnet.
Auch in West-Berlin existierte ab 1966 formal ein Nachfolgeunternehmen, die Brandenburgisch-Mecklenburgische Elektrizitätswerke AG. Da aber der Großteil des ehemaligen Versorgungsgebietes in der DDR und in Polen lag, war dieser Nachfolger ohne große Bedeutung.
Nach dem Ende der DDR im Jahr 1990 wurde das ehemalige MEW-Versorgungsgebiet unter den heutigen Energieversorgungsunternehmen Energieversorgung Müritz-Oderhaff (EMO), Hanseatische Energieversorgung (HEVAG) und Westmecklenburgische Energieversorgung (WEMAG) aufgeteilt.